# Cofradía de Nuestra Señora de las Angustias y Soledad (León)
La Cofradía de Nuestra Señora de las Angustias y Soledad es una cofradía católica de la ciudad de León, España. Fue fundada en 1578 y tiene su sede en la capilla de Santa Nonia.
Cuenta con la Agrupación Musical de la Cofradía de Nuestra Señora de las Angustias y Soledad, decana de las agrupaciones musicales leonesas (fundada en 1992).

## Historia
La cofradía se fundó en el convento de Santo Domingo el Real un 9 de febrero de 1578; concebida con vocación de ayuda a los más necesitados, su regla original la definía como «una cofradía de ánimas, asistencial, devocional, gremial y penitencial». Sus estatutos fueron modificados en 1582 y en 1942, tras la reorganización de la cofradía y la inclusión de nuevas imágenes. En 1992 sus estatutos se ajustaron al Derecho Canónigo al posibilitar que las hermanas pudieran procesionar con túnica.
En 2007 recibió, junto a la Cofradía del Dulce Nombre de Jesús Nazareno y la Real Cofradía del Santísimo Sacramento de Minerva y la Santa Vera Cruz, la medalla de oro de la ciudad de León. En 2014 el jefe de Estado Mayor del Ejército del Aire concedió el fajín de General a la Virgen de la Soledad.

## Emblema
El emblema de la cofradía es un corazón atravesado por dos espadas sobre el que figura la cruz y orlado con ramo de olivo. Todo ello en color amarillo oro y ovalado.

## Indumentaria

Indumentaria

El hábito de la cofradía se compone de una túnica negra con capillo y cíngulo del mismo color, bocamanga orlada con cordón amarillo, Zapato bajo, calcetines y guantes negros. Camisa blanca, corbata negra y pantalón negro, cruz negra sencilla y emblema reglamentado de 7 cm de alto por 5,5 cm de ancho que se mostrará cosido a la altura del corazón en el lado izquierdo. La Junta de Gobierno podrá establecer variantes del hábito para las secciones que se constituyan sometiéndolo a la aprobación déla Junta General.

## Actos y procesiones
- Domingo de Ramos: Procesión de las Palmas, coorganizada con la Cofradía del Dulce Nombre de Jesús Nazareno. Más tarde, por la noche, se celebra el Acto del Encuentro de la Santísima Virgen con su hijo en la calle de la Amargura delante de su sede canónica, la iglesia de Santa Nonia, colaborando con la Cofradía del Santísimo Cristo de la Expiración y el Silencio.
- Lunes Santo: Procesión de la Pasión, organizada conjuntamente con la Cofradía del Dulce Nombre de Jesús Nazareno y la Real Cofradía de Minerva y la Santa Vera Cruz.
- Martes Santo: Procesión del Dolor de Nuestra Madre.
- Jueves Santo: Tradicional Saca.
- Viernes Santo: Procesión del Santo Entierro (en años pares).

## Pasos
- Los Atributos: obra de Francisco Javier Santos de la Hera realizada en 1988, es pujado por 84 braceros.
- Sagrada Lanzada: obra realizada por Manuel Hernández León en 2002, es pujado por 96 braceras.
- Santo Cristo: obra de la Escuela Vallisoletana, del siglo XVI, es pujado por 84 braceros.
- Virgen de las Angustias: obra de Juan de Angers, de la segunda mitad del siglo XVI, procesiona sobre un trono de Víctor de los Ríos, y es pujado por 92 braceros.
- Camino del Sepulcro: obra realizada por Víctor de los Ríos en 1972, procesiona sobre un trono de Santos de la Hera, y es pujado por 94 braceros.
- Consolación de María: obra de Juan Manuel Miñarro realizada en 2016, es pujado por 96 braceras.
- Cristo Yacente: obra realizada por Ángel Estrada Escanciano en 1964, procesiona sobre un trono de Víctor de los Ríos y es pujado por 86 braceros.
- Santo Sepulcro: el Santo Cristo es obra de Juan de Juni de la segunda mitad del siglo XVI (hacia 1534-1537) mientras que la urna dorada es obra de Casa Gago de 1944. Procesiona sobre un trono de Santos de la Hera realizado en 1990 y es pujado por 84 braceros.
- San Juan: obra realizada por Francisco Javier Santos de la Hera en 1982, es pujado por 92 braceros.
- Virgen de la Soledad: obra anónima del siglo XIX, es pujado por 92 braceros.
- Virgen de las Lágrimas: obra de Manuel Gutiérrez de 1952, es pujado por 98 braceras.
- Virgen de la Alegría: obra anónima del siglo XVIII, no procesiona en Semana Santa si no el Domingo de Pascua de Pentecostés y el día de Corpus Christi. Es pujado por 58 braceros (trono grande).